# Hors limites (téléfilm)
Pour les articles homonymes, voir Hors limites.
Série
Morts au sommet
(2023) L'Œil du diable
(2025)
Pour plus de détails, voir Fiche technique et Distribution.
Hors limites est un téléfilm franco-belge réalisé par Éric Valette d'après un scénario de Philippe Bernard et David Neiss, et diffusé pour la première fois en Belgique le 26 septembre 2024 sur La Une et en France le 16 décembre 2024 sur France 2.
Ce polar, qui fait suite à Noir comme neige et Morts au sommet, est une coproduction de  Lizland Films, France Télévisions, Be-FILMS, la RTBF et Auvergne-Rhône-Alpes Cinéma,,, réalisée avec la participation de TV5 Monde et de la Radio télévision suisse (RTS) ainsi que le soutien de la région Auvergne-Rhône-Alpes et du CNC.

## Synopsis
Andréas Meyer a rendez-vous dans un hôtel de la station de ski avec Thierry Fortin, un ancien copain de fac, devenu cadre supérieur dans la société Vivance.
À peine arrivé, il apprend que Fortin vient d'être assassiné, jeté dans le vide depuis le télésiège.
Il apparaît que Vivance est dirigée d'une main de fer par Franciska Durer, amour de jeunesse d'Andréas Meyer, à qui elle avait préféré Thierry Fortin il y a 25 ans.
Constance Vivier, du peloton de gendarmerie de haute montagne, apprend au capitaine Bronzi de la SR de Chamonix, chargé de l'enquête, que les cadres de Vivance avaient été victimes un an auparavant d'une avalanche dans laquelle un des leurs avait péri, de même que la guide.
Pour le capitaine Bronzi, toutes les pistes mènent à Franciska Durer.

## Fiche technique
Sauf indication contraire, les informations mentionnées dans cette section peuvent être confirmées par la base de données cinématographiques Allociné,  présente dans la section « Liens externes ».
- Titre français : Hors limites
- Réalisation : Éric Valette[1],[2],[4]
- Scénario : Philippe Bernard et David Neiss[2],[3],[4]
- Musique : Mike Theis et Alice Lewis
- Décors : Pascaline Pitiot
- Costumes : Valérie Cabeli
- Photographie : Claude Garnier
- Son : Rafael Ridao
- Montage : Sébastien de Sainte Croix
- Production : Élizabeth Arnac[2],[4]
- Directeur de production: Stéphane Caput
- Sociétés de production : Lizland Films, France Télévisions, Be-FILMS, RTBF et Auvergne-Rhône-Alpes Cinéma[1],[2],[3],[4]
- Pays de production :  France /  Belgique
- Langue originale : français
- Format : couleur
- Genre : Policier
- Durée : 90 minutes
- Dates de première diffusion :
  - Belgique : 26 septembre 2024 sur La Une[3]
  - France : 16 décembre 2024 sur France 2

## Distribution
- Laurent Gerra : capitaine Andréas Meyer de la police suisse
- Clémentine Poidatz : Constance Vivier, adjudante au peloton de gendarmerie de haute montagne (PGHM)
- Caterina Murino : Franciska Durer, l'amour de jeunesse d'Andréas Meyer, directrice de la multinationale Vivance
- Stéphane Debac : capitaine Bronzi, de la SR de Chamonix
- Margaux Ribagnac-Vin : Violette Meyer, la fille d'Andréas
- Nicolas De Broglie : Thomas Knott, l'adjoint d'Andréas Meyer
- Sandrine Rigaux : Hélène
- Guillaume Thierry : Zac
- Nicolas Turconi : le gendarme Amster
- David Van Severen : Olivier
- Hugo Palomba : Mathis
- Serge Requet-Berville : Yann

## Production

### Genèse et développement
Le scénario est de la main de Philippe Bernard et David Neiss, et la réalisation est assurée par Éric Valette,,.
La production est assurée par Élizabeth Arnac pour Lizland Films.

### Attribution des rôles
Laurent Gerra et Clémentine Poidatz reprennent le rôle du capitaine Andréas Meyer de la police suisse et de Constance Vivier, adjudante au peloton de gendarmerie de haute montagne (PGHM), des personnages créés par Anne-Charlotte Kassab et Olivier Berclaz et qu'ils ont déjà incarnés dans les téléfilms Noir comme neige et Morts au sommet,.

### Tournage
Le tournage se déroule du 8 janvier au 1er février 2024 dans la vallée de la Haute-Maurienne, dans le massif de la Vanoise en Savoie,,,,.

## Accueil

### Diffusions et audience
En Belgique, le téléfilm, diffusé le 26 septembre 2024 sur La Une, est regardé par 245 353 téléspectateurs et se classe premier en termes d'audience.